# Bethylus cephalotes
Bethylus cephalotes är en stekelart som först beskrevs av Förster 1860.  Bethylus cephalotes ingår i släktet Bethylus, och familjen dvärggaddsteklar. Arten är reproducerande i Sverige.